# 拉奥尔卡哈达
拉奥尔卡哈达，是西班牙卡斯蒂利亚-莱昂阿维拉省的一个市镇。 总面积47km2, 总人口760人（2001年），人口密度16人/km2。